# Liste des vicomtes de Nîmes

## Vicomtes d'Albi
972 : Bernard Aton I, vicomte d'Albi et de Nîmes
marié à Gaucia, et père d'Aton III et de Frotaire/Frothaire, évêque d'Albi (972-987) et de Nîmes (987-1016)
av.993-1032 : Aton II († 1032), vicomte d'Albi et de Nîmes, fils du précédent.
marié à Gerberge, père de Bernard III et de Frotaire/Frothaire II, évêque de Nîmes de 1027 à 1077
1032-ap.1050 : Bernard Aton II, vicomte d'Albi et de Nîmes, fils du précédent.
marié à Raingarde, père de Raimond-Bernard, qui prend le surnom de Trencavel.

### Maison Trencavel
ap.1050-1074 : Raimond-Bernard Trencavel († 1074), vicomte d'Albi et de Nîmes, fils du précédent.
marié à Ermengarde († 1099), vicomtesse de Carcassonne, de Béziers et d'Agde, fille de Pierre Raymond, comte de Carcassonne. Père de Bernard Aton IV.
1099-1129 : Bernard Aton IV Trencavel († 1129), vicomte d'Albi, de Béziers, de Carcassonne, de Nîmes et d'Agde, fils de la précédente.
marié à Cécile de Provence († 1150), fille de Bertrand II, comte de Provence

Famille Trencavel

1129-1159: Bernard Aton V († 1159), vicomte de Nîmes et d'Agde, fils du précédent.
marié à Guillemette de Montpellier, fille de Guilhem VI, seigneur de Montpellier, et de Sibylle.
1159-1214 : Bernard Aton VI, vicomte de Nîmes et d'Agde, fils du précédent.
Il semble qu'il cède ses vicomtés à Simon de Montfort en 1214.

### Maison de Montfort

Maison de Montfort

1214-1218 : Simon de Montfort († 1218), seigneur de Montfort, vicomte d'Albi, de Béziers et de Carcassonne.
marié à Alix de Montmorency, fille de Bouchard IV, seigneur de Montmorency et de Laurette de Hainaut.
1218-1224 : Amaury de Montfort († 1241), comte de Montfort, vicomte d'Albi, de Béziers et de Carcassonne, fils du précédente.
En 1224, il cède ses vicomtés au roi Louis VIII de France qui les rattache au domaine royal.